# Mer Hajrenik
"Mer Hajrenik" (armensk: Մեր Հայրենիք) er Armeniens nationalsang. 
Barsegh Kanachyan komponerede musikken, og sangteksten blev skrevet af Mikael Nalbandian i 1861.
| Musik | Spire Denne musikartikel er en spire som bør udbygges. Du er velkommen til at hjælpe Wikipedia ved at udvide den. |